# 是元介
是元介（排灣語：Makazayazaya Maicus，1983年10月31日—）是臺灣歌手、演員，具有排灣族血統。中學一年級的時候就被簽入「威聚」，和師兄羅密歐、Postmen一起受訓、練舞，原本以「V5」團體出擊的他們，結果不了了之，後來因為學業問題忍痛放棄。2004年他與衛斯理（藝人賈靜雯弟弟）組成團體「元衛覺醒」踏入歌壇正式出道，發行過3張專輯並入圍過金曲獎最佳組合，一時間經典歌曲夏天的風在每年的夏天仍是DJ最愛的播放歌曲之一。退伍後，以個人身份往戲劇發展，直到2013年以電視劇《我的自由年代》第二度入圍金鐘獎戲劇節目類男配角獎而奠定其演員身份，第一部擔任男主角主演的電影《老師，你會不會回來？》成為2017年十大賣座國片之一。
2024年7月5日恢復排灣族姓名。

## 音樂作品

### 專輯
- 2004.05.27：《元衛覺醒》
- 2005.07.01：《幸福下載》
- 2007.12.21：《下流社會》

### 單曲
- 2014年：〈不放〉
- 2017年：〈戀愛白日夢〉
- 2018年：〈偕老〉
- 2021年：〈謝謝老師〉(2021加零版)

## 演唱會/音樂會

### 音樂會
- 2010年10月30日-《See Ya萬聖節河岸留言音樂會》-河岸留言公館店
- 2014年10月26日-《是元介生日音樂會》-西門河岸留言

### 演唱會嘉賓
- 2007年9月22日-《楊丞琳好友音樂會－夏日限定版》
- 2015年3月21日-《胡宇威Voice Up Concert Legacy》-台北Legacy

## 影視作品

### 長篇劇集
| 年度     | 播出頻道                 | 劇名                     | 飾演          |
| 2005     | 公視                     | 偵探物語第3、4集「失蹤」 | 小齊          |
| 2006     | 大愛                     | 人生旅程(一)-緣          | 曾元拓        |
| 2008     | 華視                     | 不良笑花                 | 豆子          |
| 2010     | 公視                     | 死神少女                 | 李强          |
| 2010     | 華視                     | 帶子英雄                 | 阿烈          |
| 2010     | 土豆网                   | 乌托邦办公室             | 朱明          |
| 2011     | 壹電視、中視             | 真的漢子                 | 關沖          |
| 2011     | 大愛                     | 人間渡系列-仙女不下凡    | 葉志仁        |
| 2011     | 華視、壹電視             | 拜金女王                 | 家豪(酒保)    |
| 2012     | 中視                     | 戀夏38℃                  | 沙蟲          |
| 2012     | 台視                     | 陽光正藍                 | 李義銘        |
| 2013     | 三立、東森               | 美味的想念               | 孫天皓        |
| 2013     | 三立                     | 我的自由年代             | 鄭人維        |
| 2014     | 壹電視、台視、年代MUCH台 | 神仙老師狗               | 莊約翰        |
| 2014     | 三立                     | 幸福兌換券               | 王柏豪(馬桶)  |
| 2016     | 中天娛樂台               | 回魂                     | 銘            |
| 2016     | 台視/東森                | 我的30定律               | 藍律師        |
| 2016     | PPTV聚力                 | 我喜歡你，你知道嗎？     | 溫宏司/溫宇彬 |
| 2017     | 優酷視頻                 | 我的狐仙老婆             | 藍和          |
| 2019     | 華視                     | 守著陽光守著你           | 楊凱傑        |
| 2022     | 衛視中文台               | 如果花知道               | 夏唯成        |
| 2023     | 公視、八大戲劇台         | 最佳利益2－決戰利益      | 周家誠        |
| 檔期未定 |                          | 羅蜜歐的故事             | 楊子安        |

### 電影長片
| 年度 | 電影名稱                                           | 飾演         |
| 2002 | 《藍色大門》                                       | 皮皮（客串） |
| 2006 | 《神選者》                                         | 神秘使者     |
| 2006 | 《刺青》                                           | 阿東         |
| 2016 | 《不離不棄》                                       | 胡伯仲       |
| 2017 | 《老師，你會不會回來？》                           | 王政忠       |
| 2018 | 《媽，我沒時間》                                   |              |
| 2020 | 《殺手不笨》（台譯：《殺手撿到槍》，台灣2020上映） | 虎頭蜂       |
| 2020 | 《親愛的房客》                                     | 王立綱       |
| 2021 | 《嗨！神獸》                                       |              |
| 2021 | 《靈語》                                           | 李志凱       |
| 2025 | 《角頭—鬥陣欸》                                    |              |

### 電視電影
| 年度 | 電影名稱                       | 飾演       |
| 2008 | 《想畫》                       | 小風       |
| 2010 | 《購物車男孩》                 | 大賣場員工 |
| 2018 | 《天使薇薇》                   | 宋磊       |
| 2018 | 《阿青，回家了》               | 楊駿       |
| 2019 | 《握三下，我愛你》             | 董今狐     |
| 2024 | 《糟糕！我又吸走別人的念頭了》 | Eric       |

### 微電影/電影短片
| 年度 | 微電影名稱                           | 飾演             | 備註                         |
| 2014 | 《尋找心方向》(日本觀光微電影首部曲) | 鄭人維（男主角） | 劇情有點延續《我的自由年代》 |
| 2014 | 《發現新自我》(日本觀光微電影二部曲) | 鄭人維（男主角） | 劇情有點延續《我的自由年代》 |
| 2014 | 《幸福御守》                         | Jay（男主角）    |                              |
| 2018 | 《放大的小愛》                       | 阿介（男主角）   |                              |

### 舞台劇
- 2023年故事工廠《一個公務員的意外死亡》
- 2025年故事工廠《火神的眼淚》

## 主持節目
- 2003年12月東風衛視「東風音樂通」
- 2013年1月亞洲旅遊台「放膽去旅行(第二集)」
- 2015年緯來/海峽衛視「為我加油」
- 2024年6月人間衛視 幸福食堂

### 綜藝節目來賓
- 2022年：《來吧！營業中》6/25,7/9

### 綜藝實境節目主持
- 與李天柱、方文琳、林予晞主持《花甲少年趣旅行》第3-5集。（2022年4月23日-5月7日）
- 與曾國城、方芳芳、任容萱主持《花甲少年趣旅行》第146-148集。（2025年5月10日-5月24日）

## 廣告/代言
- 三陽機車「高手100」電視廣告
- 金車食品「嗆燒族泡麵」電視廣告
- 2013年-2014年「Herbacin德國小甘菊」大中華地區代言人

## 著作
- 《嘻哈萬歲》

## 獎項紀錄

### 音樂類
| 年份   | 頒獎典禮     | 獎項         | 作品         | 結果 |
| ------ | ------------ | ------------ | ------------ | ---- |
| 2006年 | 第17屆金曲獎 | 最佳演唱組合 | 《幸福下載》 | 提名 |

### 戲劇類
| 年份   | 頒獎典禮      | 獎項                       | 影片             | 角色   | 結果 |
| ------ | ------------- | -------------------------- | ---------------- | ------ | ---- |
| 2009年 | 第44屆金鐘獎  | 迷你劇集／電視電影男配角獎 | 《想畫》         | 小風   | 提名 |
| 2014年 | 第49屆金鐘獎  | 戲劇節目男配角獎           | 《我的自由年代》 | 鄭人維 | 提名 |
| 2014年 | 第3屆華劇大賞 | 最佳男演員獎               | 《我的自由年代》 | 鄭人維 | 提名 |
| 2018年 | 第53屆金鐘獎  | 迷你劇集／電視電影男配角獎 | 《阿青，回家了》 | 楊駿   | 提名 |

## 相關連結
- 是元介的Facebook專頁
- 是元介的Instagram帳戶
- 是元介Jay的新浪微博
- YouTube上的是元介頻道
- 是元介在互联网电影资料库（IMDb）上的資料（英文）（英文）
- 是元介在香港影庫上的簡介
- 是元介在豆瓣上的资料（简体中文）
- 是元介在时光网上的簡介（简体中文）